# Asema
Een asema is een soort vampier uit Surinaamse sagen.
De asema zou een tovenaar of heks zijn die overdag als een oudere man of vrouw onder de mensen leeft. 's Nachts doet de asema zijn huid af en verandert hij in een blauwe of rode bal van licht om zich al vliegend te voeden met iemands levenskracht en/of bloed. Als hij het bloed lekker vindt, drinkt de asema soms tot zijn slachtoffer óf hijzelf erbij neervalt.
De tegenhangers van de Surinaamse asema zijn de loogaroo in Haïti en de soucouyant in Trinidad. Het is mogelijk dat die drie vampieren afstammen van de aziman uit de cultuur van de Fo(n), de grootste bevolkingsgroep in Benin. De asema zou dan samen met de Afrikaanse slaven uitgevoerd zijn naar Amerika.

## Vormen van bescherming
Populaire vormen van bescherming tegen deze vampier zijn:
- look
- kruiden eten die je bloed bitter doen smaken
- zijn huid laten krimpen terwijl hij in lichtvorm is, zodat de vampier er niet meer zal inpassen
- rijst of sesamzaad strooien voor je deur, die de vampier moet oprapen voor hij kan binnenkomen. Wanneer de rijst of het sesamzaad gemengd wordt met de nagels van, bijvoorbeeld, een uil, is de asema nog steeds gedwongen de graankorrels of zaden te tellen. Maar telkens als hij onoplettend zo’n nagel opraapt, laat de vampier alle graankorrels en zaden vallen en moet hij opnieuw beginnen. Dat houdt de asema bezig tot het weer dag wordt en het zonlicht hem doodt.